# Historisk materialisme
Historisk materialisme eller materialistisk historieopfattelse er en måde at forstå historien på. Den blev udviklet af den tyske filosof Karl Marx (1818-1883), som hentede inspiration fra blandt andre Hegel og Darwin.
Marx mente, at alle hidtidige samfunds historie er en klassekampens historie, og at al hidtidig samfundsudvikling er baseret på kampen mellem to eller flere klasser med modstridende mål. Han brugte begreber fra Hegels dialektik (tese → antitese → syntese), noget han uddyber i Det Kommunistiske Manifest fra 1848. Han mente således, at kampen mellem to samfundsklasser (tese og antitese) hver gang er endt med en revolutionær omformning af hele samfundet (syntesen).
Efter Marx´ død blev den historiske materialisme videreudviklet af blandt andre Lenin, Rosa Luxemburg og Karl Korsch.
Den historiske materialisme er en videreudvikling af dialektisk materialisme.

## Eksterne Henvisninger
- En introduktion til historisk materialisme Uddrag fra Hvad er marxisme? af Alan Woods.

| Historie | Spire Denne historieartikel er en spire som bør udbygges. Du er velkommen til at hjælpe Wikipedia ved at udvide den. |